# محمد علي الامي
شاعر غنائئي سوداني، يعد من أبرز شعراء أغاني الحقيبة ومن المساهمين في تطوير الأغنية السودانية في فترة ما بعد الحقيبة، كان من اوائل الشعراء السودانيين الذين إهتموا بجمع أشعارهم في دواوين شعر.

## النشأة والميلاد
ولد الشاعر محمد على عبد الله الشهير بـ«محمد علي الامي» بحي الركابية بامدرمان عام 1908، تعود أصول أسرته إلى مدينة دنقلا، نشأ في مدينة أمدرمان التي كانت مركز أغاني الحقيبة وقتها، تربطه علاقة قرابة بالفنان خليل فرح، وعاش معه لفترة من الزمن اذ ان خليل فرح ووالدة الامي أبناء عمومة.

## حياته
أمتهن حياكة الملابس، فكان ترزيا متخصصا اشتهر بحياكة الجلاليب البلدية و(قفاطين الألايجا) -الألايجا نوع من الحرير الأبيض كان يجلب من بلاد الشام ومصر ويلبس فوق الجلابية يرتديه اصحاب المكانة الاجتماعية المرموقة- تعلم القرآن والقراءة والكتابة في شبابه، وانتقل من مدينة امدرمان إلى مدينة الأبيض حيث أنشأ محل لخياطة الجلاليب البلدية والقفاطين.

## مسيرته الفنية
كان شاعرا غنائيا يتميز شعره بالرقة والجزالة، كتب أغاني الحقيبة ولعب دورا بارزا في تطور الأغنية السودانية، حيث كتب الغناء المعاصر وأسهم في تشكيل مرحلة ما بعد الحقيبة.كان من أوائل الشعراء السودانيين الذين تنبهوا لأهمية جمع قصائدهم وأغانيهم في دواوين شعر، فقام بطبع ديوانه الأول (تاج الأغاني) عام 1946م، من أشهر دواوينه ديوان (أغاريد) الذي طبع ثلاث مرات)، ساهم محمد علي في التوثيق لأغاني الحقيبة، حيث شارك في آخر أيامه بعد انتقاله من الأبيض إلى العاصمة الخرطوم في برنامج حول حقيبة الفن من إذاعة أمدرمان. كان كذلك من الذين إعتمد عليهم البروفيسور على المك في تحقيق ديوان خليل فرح، ساعد كذلك في جمع الملحن برعي محمد دفع الله والمطرب عبدالعزيز محمد داؤود، فقد كان شاعر أغنية (أحلام الحب) التي جمع من خلالها بينهما فلحنها برعي لأبي داؤود ومنها انطلق هذا الثنائي الذي نال نصيبا واسعا من الشهرة.

## من أشهر قصائده الغنائية
- مستحيل عن حبك أميل
- سألتو عن فؤادي
- عيون الصيد
- اسمعني واشجيني
- اسمعني نشيدك،
- هواك وهواي بي جاروا
- أنت حكمة ولا إنسان
- ما بخاف من شئ
- زرعوك في قلبي
- غرد يا حمام

## وفاته
توفي محمد علي عبد الله عام 1988.